# OOR (muziektijdschrift)
OOR is een Nederlands (pop)muziektijdschrift. Het werd tot 1984 uitgebracht als Muziekkrant OOR. OOR is het grootste en oudste nog bestaande muziektijdschrift op de Nederlandse markt. 

## Geschiedenis
Het blad werd op 1 april 1971 opgericht door student politicologie Barend Toet (geboren 3 januari 1947). Toet had vooral muziektijdschriften als Rolling Stone en het Engelse Melody Maker voor ogen als voorbeelden. Het eerste nummer, dat met artikelen over pop, jazz en klassieke muziek een brede opzet had en in een oplage van 20.000 exemplaren werd verspreid, werd betaald door Berry Visser, oprichter van concertorganisator Mojo Concerts. Het blad werd op 1 januari 1972 verkocht aan Levisson (Graficus, Stripblad) en richtte zich vanaf dat moment meer op popmuziek. Op 1 mei 1973 werd het blad ondergebracht in een eigen vennootschap, Keihard & Swingend, waarna de oplage snel steeg tot 40.000 exemplaren. Midden jaren 70 was Muziekkrant OOR gevestigd in de Lange Leidsedwarsstraat te Amsterdam. Later in Amsterdam-Zuid in de IJsselstraat. OOR stond een aantal keren op Pinkpop met een marktkraam ter promotie van hun blad. Bekende redacteuren uit die tijd waren Jan Maarten de Winter en Constant Meijers. In januari 1980 ging OOR op tijdschriftformaat verschijnen. Vier jaar later werd het formaat nogmaals verkleind, verdween de aanduiding 'muziekkrant' van de omslag en kondigde het blad aan voortaan meer over film, literatuur, cabaret en kunst te gaan berichten. Die verbreding van de formule hield echter niet lang stand. Vanaf oktober 2005, toen muziektijdschrift Aloha (dat zich op de oudere muziekliefhebber richtte) opging in OOR, is het een glossy. In januari 2017 vierde OOR zijn 45ste verjaardag met een speciaal jubileumnummer met de 45 beste singles uit 45 jaar OOR. 

### OOR's Pop-encyclopedie
Op 1 januari 1977 werd OOR ondergebracht bij Jongerenmedia BV, die destijds ook de Hitkrant uitgaf. Najaar 1977 verscheen tevens de eerste editie van OOR's Pop-encyclopedie, die nadien elke twee jaar zou verschijnen en aanvankelijk grotendeels was geënt op de in 1976 voor het eerst verschenen Illustrated New Musical Express Encyclopedia of Rock. Eind 1978 werd Jongerenmedia voor 900.000 gulden overgenomen door Elsevier-dochter Folio Groep. Najaar 1980 verhuisde OOR naar Hilversum. De jaren van grote groei waren inmiddels voorbij, en pas met de introductie van de compact disc in de jaren tachtig liep de oplage weer op. OOR en Hitkrant bleven tot aan de jaren negentig bij Elsevier, totdat Telegraaf Tijdschriften Groep de publieksbladen van Elsevier overnam.

### Veranderingen
In 2002 verkocht TTG OOR aan de Nederlandse Tijdschriften Groep (NTG) van Erik de Vlieger, ook uitgever van het popblad Aloha. Mede door de ingezakte muziekmarkt en problemen bij de uitgeverij, kwam OOR in de problemen. In 2004 voerden freelancers actie tegen NTG vanwege betalingsachterstanden. Vanaf 20 januari 2005 verschijnt OOR niet meer tweewekelijks, maar maandelijks. In de zomer van 2005 heeft de Argo Groep het blad overgenomen van NTG, en in oktober 2005 werden Aloha en OOR samengevoegd. In 2015 introduceert het blad Club OOR, waarmee een beperkt aantal abonnees maandelijks gratis naar concerten in zalen als de Melkweg, TivoliVredenburg, Doornroosje en de Effenaar mogen.

### Concurrentie
Gedurende de lange tijd dat OOR bestaat, is er nauwelijks concurrentie geweest. Al in 1974, drie jaar na de oprichting van OOR, verdween het tijdschrift Aloha, het voormalige Hitweek, dat tot dan toe veel (maar niet uitsluitend) over muziek schreef. Serieuze concurrentie kwam er in 1981 wel met de introductie van het tijdschrift Vinyl, dat zich aanvankelijk exclusief richtte op vernieuwende popmuziek. Toen dat blad eind jaren tachtig in de problemen kwam, heeft de uitgever van OOR een bod op de titel gedaan, om daarmee het blad te liquideren. In december 2005 verscheen een nieuwe concurrent voor OOR, Revolver (thans Lust for Life), geënt op Britse bladen als Uncut en Mojo. De uitgever was oud WEA-promotor Tjerk Lammers, tevens oud-hoofdredacteur van Aloha.

### Boek
Oprichter Barend Toet beschreef de jongensjaren van het tijdschrift in het boek Keihard & Swingend. De verschijning van het boek viel samen met het veertigjarig bestaan van OOR in april 2011. Bij het vijftigjarig jubileum in 2021 verscheen het boek Want More - Het Beste van 50 Jaar OOR. Twee jaar later verscheen het eveneens lijvige boek OOR Recensiebijbel.

### Platenkast
Een populair onderdeel in OOR is de rubriek De Platenkast, waarin bekende Nederlanders geïnterviewd worden aan de hand van hun platencollectie.

### Oplagecijfers
Totaal betaalde gerichte oplage volgens HOI, Instituut voor Media Auditing.

## Publicaties
- De zaak Oor. Dossier van een muziekkrant. Samengest. door Bert van de Kamp; voorw. door Barend Toet. Amsterdam, Keihard & Swingend, 1976. Geen ISBN.
- Barend Toet: Keihard & swingend. De jongensjaren van Muziekkrant Oor. Amsterdam, De Boekerij, 2011. ISBN 978-90-225-5514-9
- Henk van Gelder en Hester Carvalho: Gouden tijden. Vijftig jaar Nederlandse popbladen. Amsterdam, Uitgeverij Jan Mets, 1993. ISBN 90-5330-121-6
- OOR's Pop-encyclopedie. Editie 1 (1977) - 19 (2014). Diverse uitgeverijen. Geen ISSN
- De makers van Oor: Want more? - Het beste van 50 jaar Oor. Argo Special Media, 2021.